# Kantishna
Pour les articles homonymes, voir Kantishna (rivière).
Kantishna est une localité du borough de Denali, en Alaska. Située sur les rives de la Moose Creek, elle est protégée au sein du parc national du Denali. On y trouve notamment la Busia Cabin, la Fannie Quigley House et la Kantishna Roadhouse, toutes inscrites au Registre national des lieux historiques.